# (10197) Senigalliesi
(10197) Senigalliesi est un astéroïde de la ceinture principale.

## Description
(10197) Senigalliesi est un astéroïde de la ceinture principale. Il fut découvert le 18 octobre 1996 à Pianoro par Vittorio Goretti. Il présente une orbite caractérisée par un demi-grand axe de 2,84 UA, une excentricité de 0,07 et une inclinaison de 1,8° par rapport à l'écliptique.

## Compléments